# Rock and Roll, Hoochie Koo
«Rock and Roll, Hoochie Koo» es una canción escrita por Rick Derringer, e interpretada por el músico estadounidense Johnny Winter. Fue publicada en septiembre de 1970 como la cuarta canción de su cuarto álbum de estudio, Johnny Winter And.

## Composición
«Rock and Roll, Hoochie Koo» fue grabado inicialmente por Johnny Winter en 1970 con su banda 'Johnny Winter And, que incluía a Rick Derringer y otros ex miembros de The McCoys. De acuerdo a Derringer:

“La primera canción que escribí para Johnny fue «Rock and Roll, Hoochie Koo». ‘Rock and Roll’ para satisfacer el rock 'n' roll que se suponía que debía traer a escena, y ‘Hoochie Koo’ para satisfacer la sensibilidad del rey del blues que Johnny se suponía debía mantener. Y funcionó genial”.

## Interpretaciones en vivo
En otoño de 1970, la banda grabó la canción durante la gira de Live Johnny Winter And, que fue publicada como Live at the Fillmore East 10/3/70 en 2010. En una reseña del álbum para AllMusic, Thom Jurek comentó que “esta arrasa con la versión de estudio de JWA o la exitosa toma del sencillo de Derringer”, aunque sintió que no estaba a la altura de las otras canciones grabadas esa noche. Winter y Derringer grabaron más tarde la canción con el hermano de Winter para el álbum en vivo de Edgar Winter's White Trash, Roadwork, descrito en una reseña del álbum como una “interpretación conmovedora”.

## Créditos y personal
Créditos adaptados desde las notas de álbum de Johnny Winter And.
Johnny Winter And
- Johnny Winter – voces, guitarra
- Rick Derringer – voces, guitarra
- Randy Hobbs – voces, bajo eléctrico
- Randy Z – batería

Personal técnico
- Johnny Winter – productor
- Rick Derringer – productor
- Roy Segal – productor asistente, ingeniero de audio
- Edgar Winter – productor asistente

## Versión de Rick Derringer

### Grabación y producción
Rick Derringer grabó la canción para su álbum debut en solitario de 1973, All American Boy. Producido por Bill Szymczyk, «Rock and Roll, Hoochie Koo» se grabó en The Caribou Ranch, en Nederland, Colorado. Él tocó la guitarra, el bajo eléctrico y la pandereta, junto con Bobby Caldwell en la batería y Lani Groves, Tasha Thomas y Carl Hall en los coros.

### Recepción de la crítica
Un escritor no especificado de la revista Cash Box señaló que el sencillo tiene “licks más calientes que nunca y la gran interpretación vocal de Rick están ahí desde el principio”. En una reseña en retrospectiva para AllMusic, Stephen Thomas Erlewine la describió como “una buena y divertida canción de rock & roll”, aunque indicó que en décadas posteriores, “la canción ha quedado un poco anticuada — ahora suena como un exceso de hard rock de los años 1970, imposible de escuchar fuera de un estadio de los 70 o de una radio de rock clásico — pero como ese tipo de grabación, es muy divertido”.

### Créditos y personal
Créditos adaptados desde las notas de álbum de All American Boy.
Músicos
- Rick Derringer – guitarra, bajo eléctrico, pandereta
- Bobby Caldwell – batería
- Lani Groves – coros
- Tasha Thomas – coros
- Carl Hall – coros

### Posicionamiento
| Gráfica (1974)                              | Pico de posición |
| ------------------------------------------- | ---------------- |
| Australia (Kent Music Report)               | 84               |
| Estados Unidos (Billboard Hot 100)          | 23               |
| Estados Unidos (Cash Box Top 100 Singles)   | 15               |
| Estados Unidos (Record World Singles Chart) | 19               |